# Veldenz
Veldenz is een plaats in de Duitse deelstaat Rijnland-Palts, en maakt deel uit van de Landkreis Bernkastel-Wittlich.
Veldenz telt 929 inwoners. Wijnbouw en toerisme zijn belangrijke economische activiteiten in Veldenz.

## Bestuur
De plaats is een Ortsgemeinde en maakt deel uit van de Verbandsgemeinde Bernkastel-Kues.

## Historie
Zie Palts-Veldenz